# Salvador (tiểu vùng)
Salvador là một tiểu vùng thuộc bang Bahia, Brasil. Tiều vùng này có diện tích 2837 km², dân số năm 2007 là 3018326 người.